# Schacherteiche
Die Schacherteiche sind vier große Teiche im Gebiet der Marktgemeinde Kremsmünster im oberösterreichischen Bezirk Kirchdorf. 

## Beschreibung
Sie liegen im Schachenwald nördlich des Hauptortes der Gemeinde nahe der Ortschaft Heiligenkreuz. Von Südwest nach Nordost sind dies der Kleine, Große, Mittlere und Vordere Schacherteich. Sie werden hauptsächlich von Niederschlägen gespeist und hatten ursprünglich eine Gesamtfläche von etwa 20 Hektar; durch Verlandungen kann man jetzt von einer Wasserfläche von insgesamt etwa 15 bis 16 ha ausgehen. Die Schacherteiche werden vom Dambach durchflossen, der knapp südwestlich der Schacherteiche entspringt und nach 18 km bei Neuhofen an der Krems von links in die Krems mündet. Die Teiche sind über die Sipbachzeller Straße L1238 erreichbar. Beim Großen Schacherteich befindet sich ein Parkplatz. Die Teiche sind ein beliebtes Naherholungsgebiet und sind im Winter zum Eislaufen oder Eisstockschießen geeignet, da sie oft vollständig zufrieren.

## Geschichte
Sie wurden 1555 von Abt Gregor Lechner angelegt und dienten als Drainagesystem des umliegenden Gebiets. Die Teiche und die umliegenden Wälder sind im Besitz des Stiftes Kremsmünster und werden von dessen Forstbetrieb verwaltet.

## Fischerei

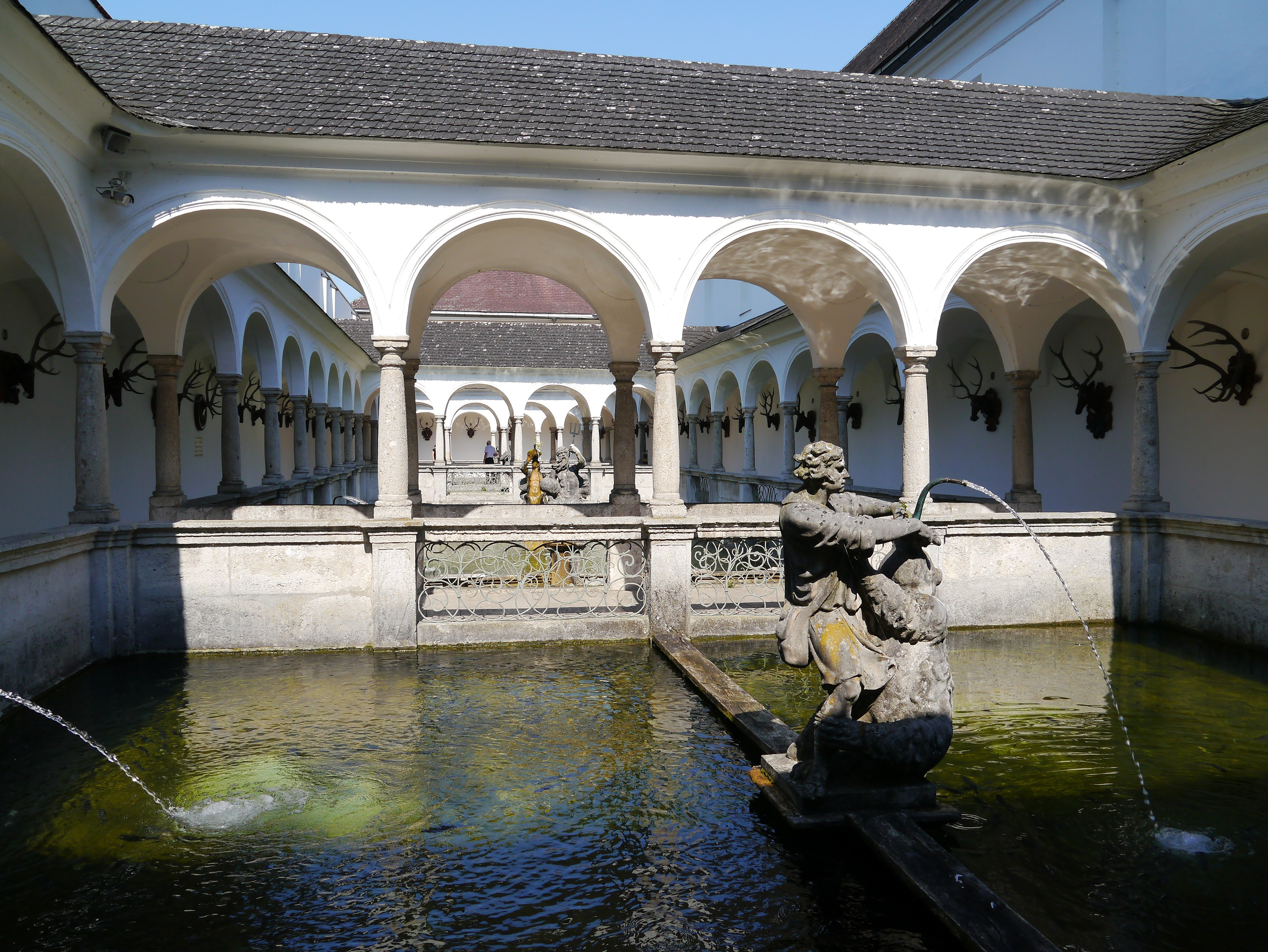
Die Karpfen bleiben bis zum Weihnachtsverkauf im Fischkalter des Stiftes

Traditionell verpachtet der Forstbetrieb die Fischerei an den Oberösterreichischen Landes-Fischereiverein. Produziert werden in den oberen drei Teichen etwa 17 Tonnen Karpfen, wobei das Stift etwa 20 % als Naturalpacht erhält. Das Abfischen findet traditionell am ersten Samstag nach Allerheiligen statt. Der Weihnachtskarpfen ist ein bekanntes Produkt des Stiftes.

## Naturschutz
Die Schacherteiche und deren Umfeld gehörten zum Europaschutzgebiet „Untere Traun“. Sie haben überregionale Bedeutung als Rast-, Durchzugs- und Überwinterungsquartiere, insbesondere für Entenvögel. Krick-, Knäk-, Schnatter- und Tafelente haben hier landesweit bedeutende Bestände.